# Bibliothèque Laurentienne
La bibliothèque Laurentienne (Biblioteca Medicea Laurenziana en italien) est une bibliothèque publique d'État située dans l'enceinte du monastère de la basilique San Lorenzo de Florence, contenant plus de 11 000 manuscrits et 4 500 premiers livres imprimés.
Construite dans un cloître de la basilique sous le patronage du pape de Médicis Clément VII, la bibliothèque a été édifiée pour souligner que les Médicis n'étaient plus des marchands, mais des membres de la société instruite et ecclésiastique. Elle contient les manuscrits et livres appartenant à la bibliothèque privée de la famille Médicis. La bibliothèque est réputée pour son architecture, conçue par Michel-Ange, qui est un exemple de maniérisme,,.
Un Codex Laurentianus identifie tous les manuscrits de la bibliothèque. La bibliothèque conserve le Codex de Florence, principale source de la vie aztèque d'avant la conquête, les Évangiles de Rabula, le Codex Amiatinus qui contient le plus ancien manuscrit survivant de la Bible latine de la Vulgate, le Codex Squarcialupi, un important manuscrit musical ancien, le papyrus fragmentaire Érinna contenant des poèmes de l'ami putatif de Sappho, le Littera Florentina du VIe siècle, les dialogues platoniciens sur papier de Laurent de Médicis, des manuscrits de Virgile du Ve siècle, un Horace annoté par Pétrarque, le Livre d'heures de Laurent le Magnifique, des autographes de Léonard de Vinci, etc.

## Histoire
Le nom de la bibliothèque Laurentienne évoque Laurent le Magnifique, qui en augmenta le fonds après sa création par Cosme de Médicis et qui voulait y concentrer, en un seul bâtiment, les productions de la pensée humaine. Elle trouve son origine dans la collection privée des Médicis, par opposition à la bibliothèque Médicis publique, née du don de Niccolò Niccoli et ouverte au XVe siècle dans le couvent San Marco sous la responsabilité de Cosme l'Ancien.
L'intention de construire la Bibliothèque Laurentienne, exprimée dès 1519 par le cardinal Jules de Médicis, est documentée dans les Ricordanze de Figiovanni (Corti, 1964 ; Alessandro Parronchi, 1964). Devenu pape en novembre 1523 sous le nom de Clément VII, Jules de Médicis consulte Michel-Ange au mois de décembre de la même année, date de début du projet. Les discussions sur un emplacement dans le proche voisinage de San Lorenzo se poursuivent jusqu'en avril 1524, puis un choix est arrêté en faveur d'une structure à bâtir au-dessus de l'aile ouest du contexte conventuel. Les attendus sont les suivants : une bibliothèque latine et une bibliothèque grecque (2 janvier 1524) ; deux petites salles d'étude (studietti) attenantes au côté large de la salle de lecture (10 mars 1524) ; une croisée (crociera) (13 avril 1524) ; une chapelle (2 août 1524). Une esquisse de cette dernière montre un projet de salle rectangulaire couverte d'une voûte à cintre ovale. Pour se prémunir contre les incendies, les salles de la bibliothèque et les espaces du couvent sur lesquelles elles seront bâties devront recevoir une voûte (30 janvier 1524), voûte qui n'est plus prévue ensuite que pour les espaces du couvent, la salle de lecture devant recevoir un plafond en bois (10 mars, 3 et 13 avril 1524). L'étage inférieur doit être étayé par des poteaux dont l'encombrement devra être limité de manière à ne pas trop grever les espaces conventuels. Nanni di Baccio Bigio est engagé comme chef de chantier pour ce travail difficile.
Les pièces réservées aux manuscrits rares sont évoquées pour la première fois le 10 mars 1524. Le 12 avril 1525, une « Libreria secreta » est demandée en lieu et place de la chapelle attenante au côté large de la salle de lecture. Le projet de Michel-Ange dont le plan triangulaire semble imposé par le bornage du terrain, est présenté le 10 novembre 1525.
La construction commence en 1525 ; cependant, lorsque Michel-Ange quitte Florence en 1534 à la mort de son père et de Clément VII avec l'intention de ne plus jamais revenir, seuls les murs de la salle de lecture sont terminés. Michel-Ange continue à superviser, à contrecœur, les travaux de la Bibliothèque depuis Rome, en envoyant des instructions, des modèles et des dessins, par l'intermédiaire de divers artistes florentins présents sur le site à divers titres dont Niccolò Tribolo, Giorgio Vasari et Bartolomeo Ammannati. La construction est lentement achevée dans les années suivantes, notamment à partir de 1548, grâce aux efforts de Cosme Ier de Toscane. Ce n'est qu'en 1558 que Michel-Ange fournit le modèle en argile de l'escalier, qu'il a conçu en bois, mais qui est réalisé à la demande de Cosme Ier de Toscane, en pietra serena.
La bibliothèque Médicis privée est ouverte au public en juin 1571.
Au cours de son histoire, des manuscrits d'autres provenances, privées et ecclésiastiques, ont été réunis aux fonds de la Laurentienne.
Le chanoine Angelo Maria Bandini, qui en fut conservateur à partir de 1757, entreprit la rédaction d'un catalogue systématique des manuscrits, paru en 1764, qui fait encore autorité.

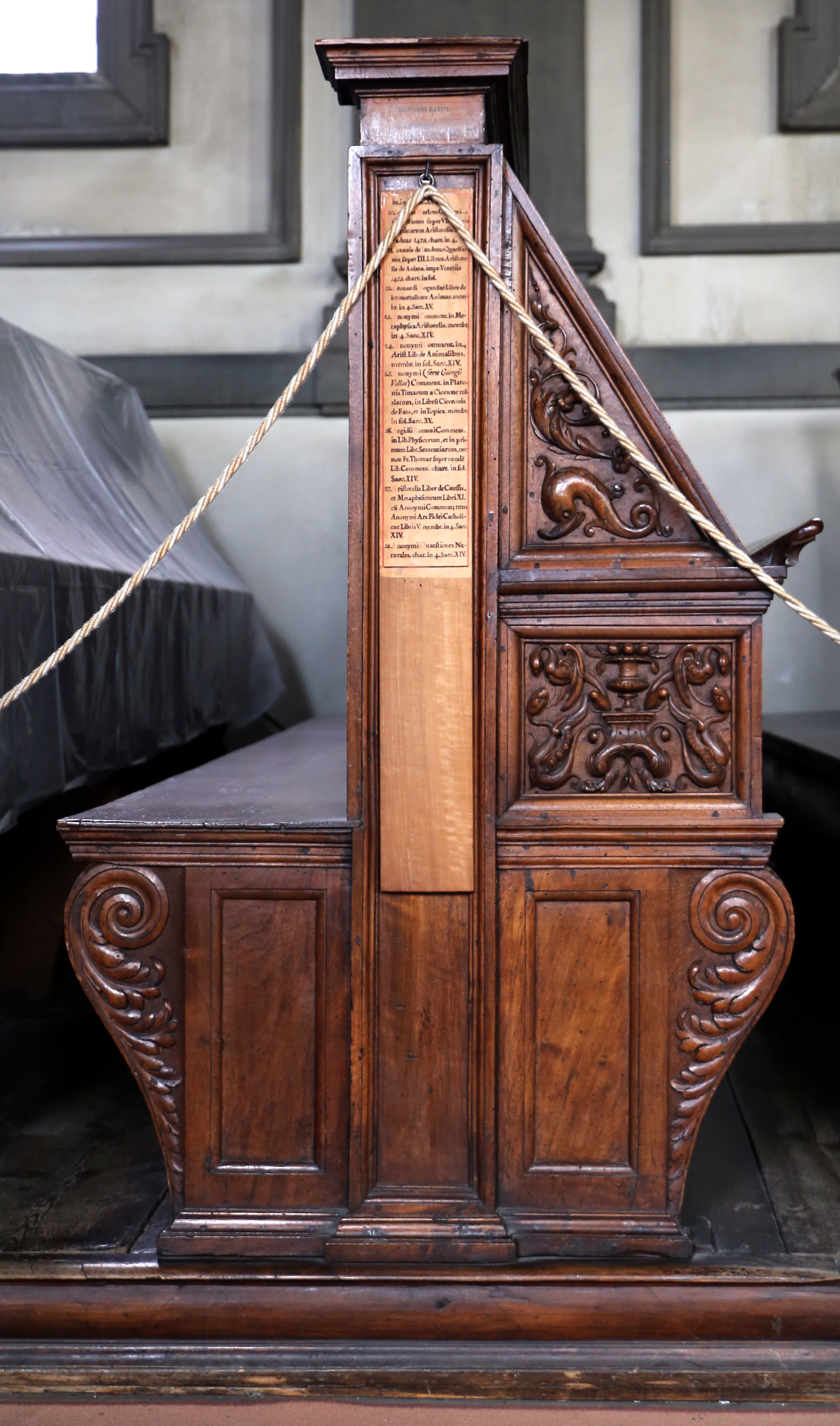
Stalle de la salle de lecture.
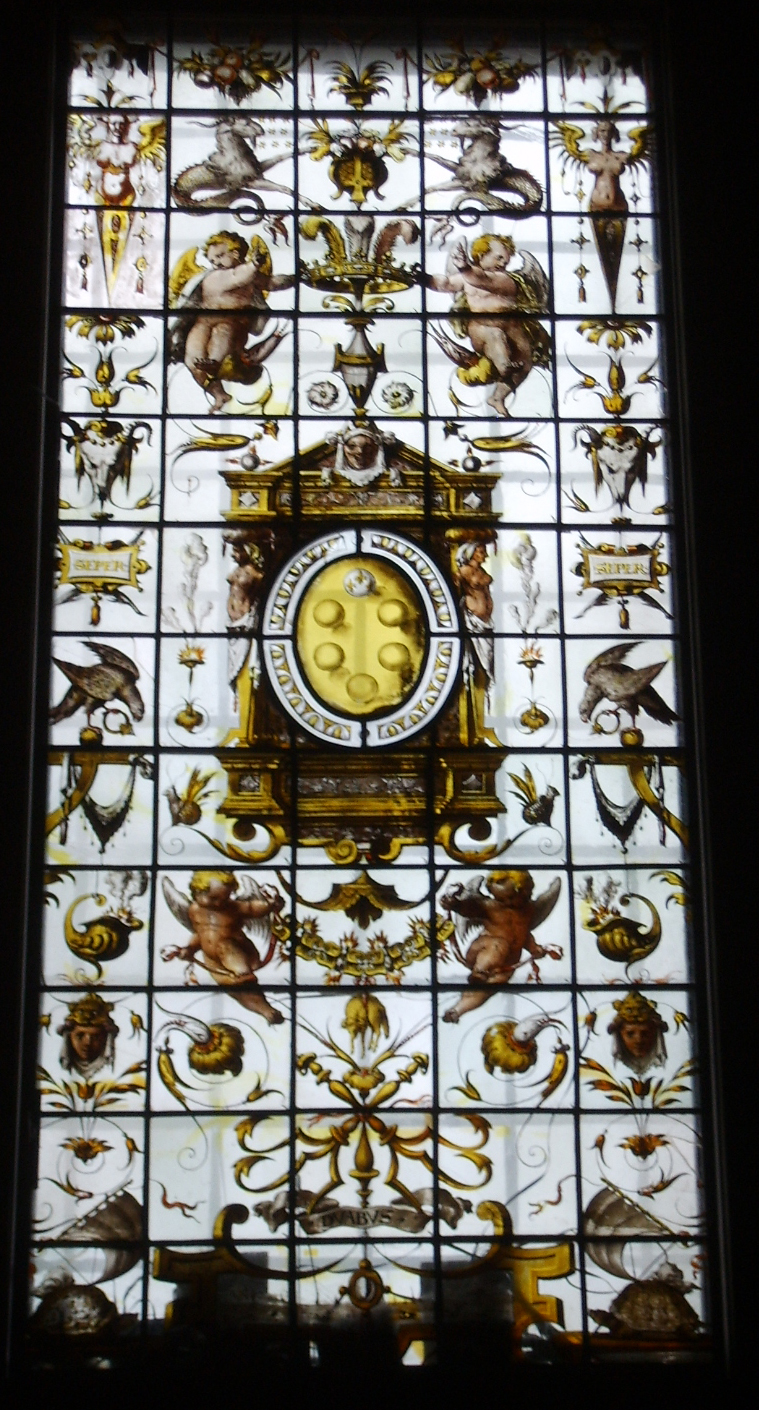
Vitrail de la salle de lecture.
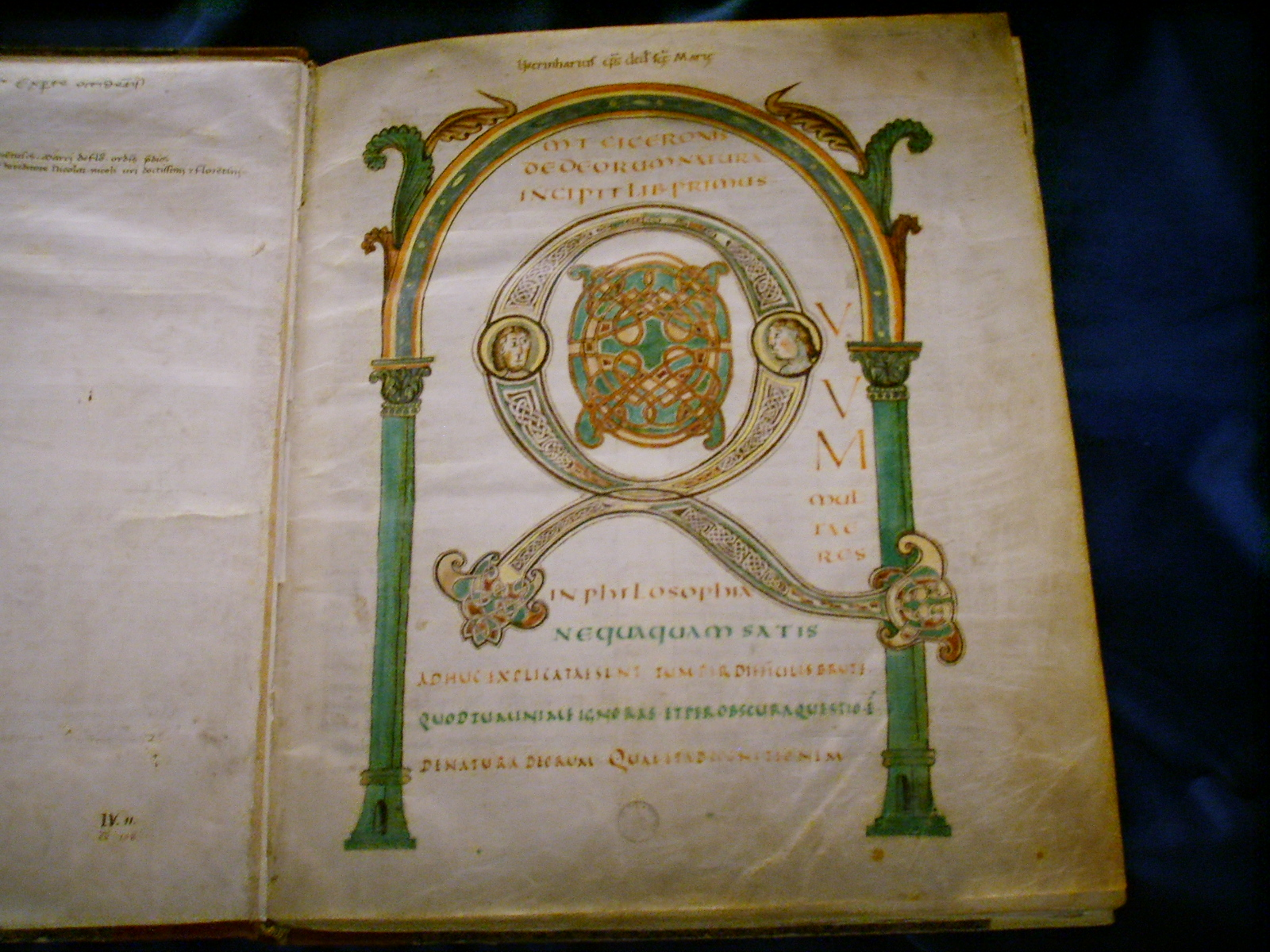
Un des manuscrits conservés.

## Architecture
Éclairé par des fenêtres en baies articulées par des pilastres correspondant aux poutres du plafond, avec un grand vestibule resserré (exécuté sur la conception de Michel-Ange en 1559 par Bartolomeo Ammannati) lequel est occupé par un escalier permettant d'atteindre l'entrée de la salle de lecture, la bibliothèque est souvent évoquée comme un prototype du maniérisme en architecture, qui revendique la liberté linguistique par rapport à la canonisation des ordres classiques et des règles de composition.

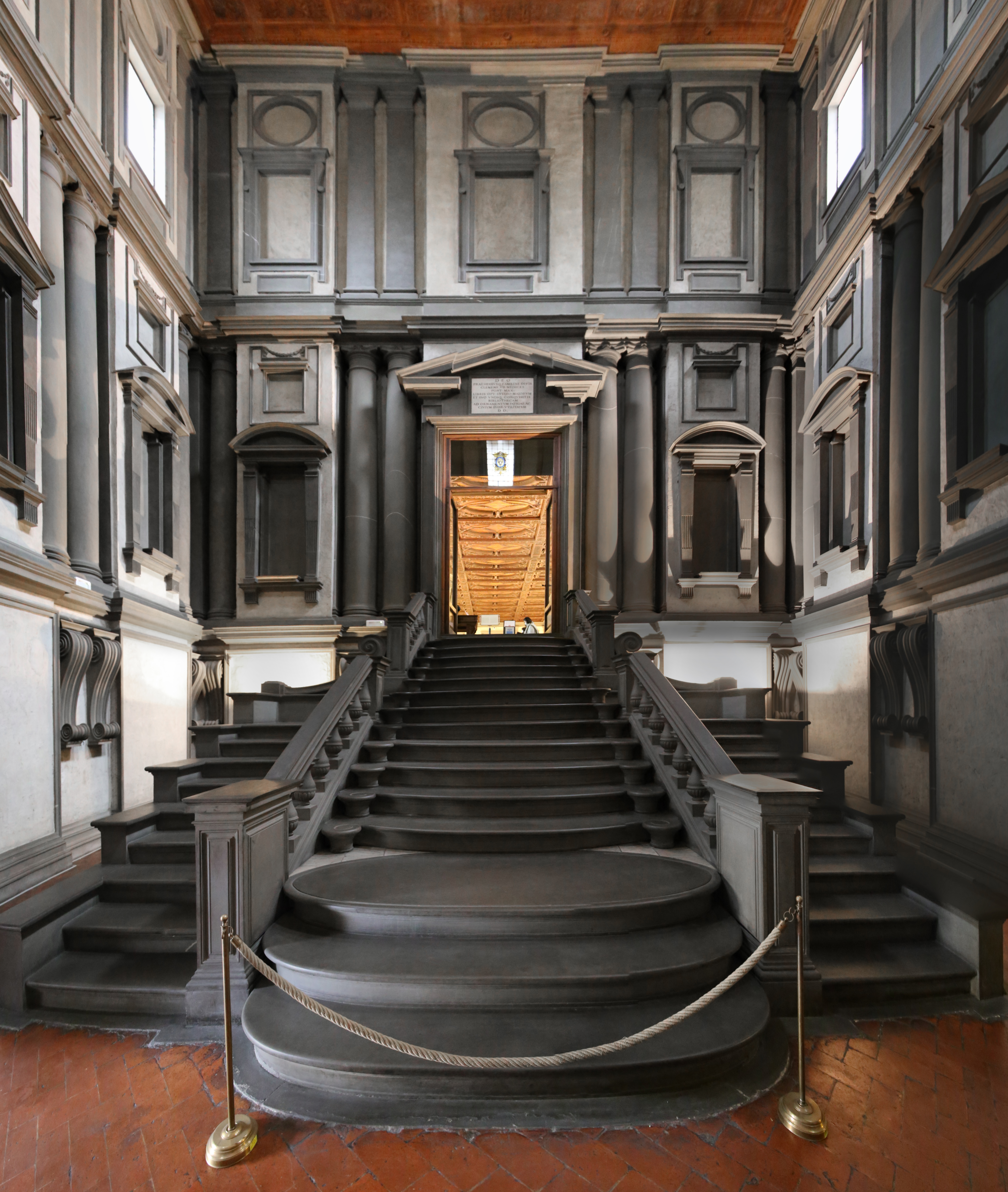
L'escalier suivant les plans de Michel-Ange.

### Construction

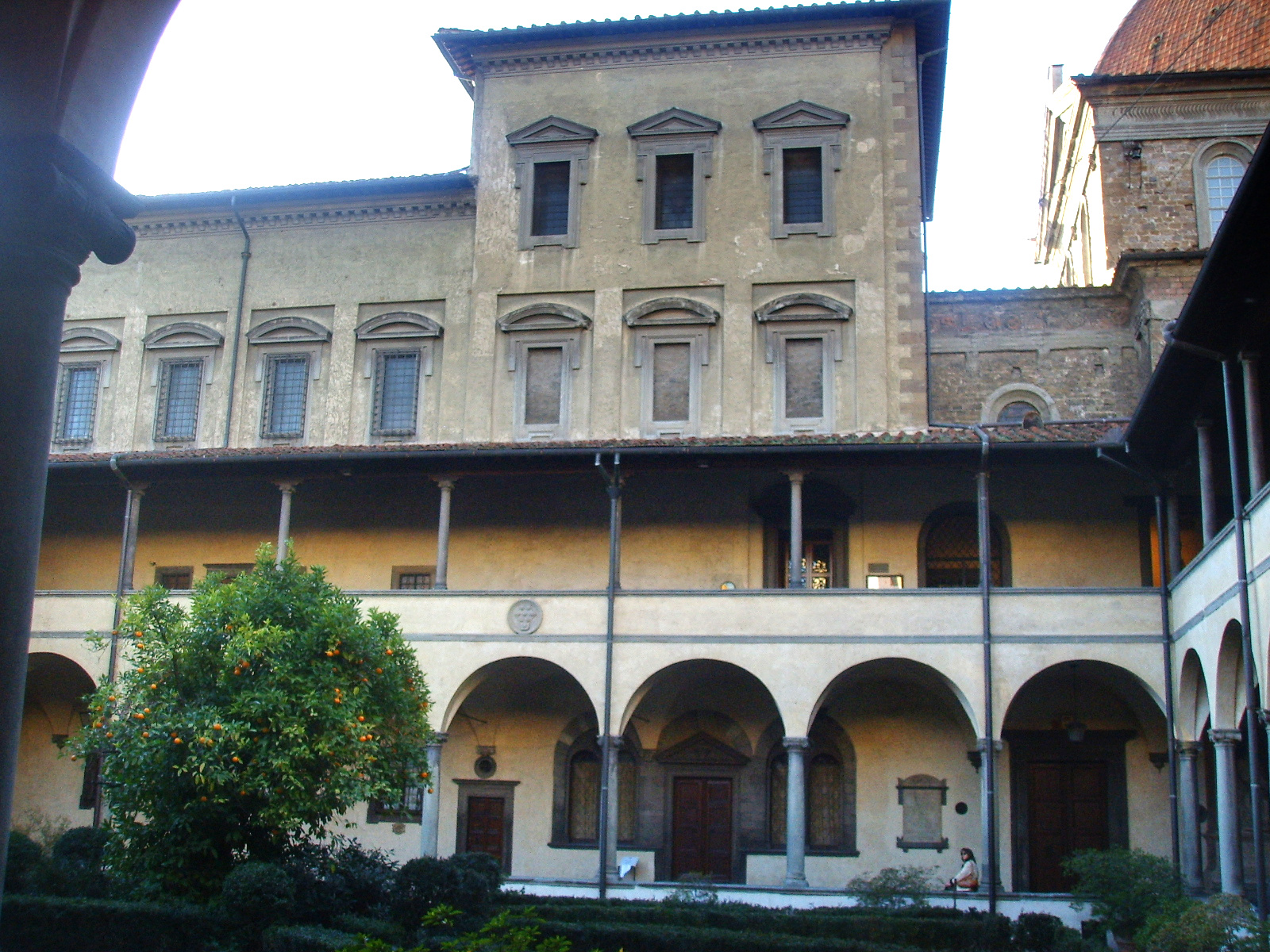
La bibliothèque vue du cloître.

Michel-Ange dirige personnellement le chantier entre 1524 et 1534, avec une interruption due à la parenthèse républicaine.
Les premiers plans de Michel-Ange sont si grandioses qu'il aurait fallu reconstruire presque totalement le couvent et la place attenante. En 1524, selon les instructions de Clément VII, des dispositions plus modestes sont prises : construction d'un étage au-dessus du réfectoire avec accès par un vestibule à une extrémité, jouxtant l'église et donnant sur le cloître.
La tâche est exigeante du point de vue technique : le bâtiment inférieur doit être renforcé sans grever les espaces réservés aux moines. Les éléments structurels prévus à cet effet, notamment 24 fûts de colonnes de 5 m de haut, doivent être hissés au niveau du second étage, d'où il faut les implanter dans un espace exigu.
Dans le cadre de cette commande, Michel-Ange est confronté pour la première fois avec une tâche particulière de l'architecture : la « décoration intérieure », à savoir la mise en œuvre d'un espace intérieur. Le cadre est passablement exigu : une simple barre, linéaire et nettement délimitée, à subdiviser en un vestibule servant de cage d'escalier, la longue salle de lecture dont les ouvrages doivent être conservés dans les pupitres, et d'après les plans originaux, une chapelle qui est remplacée par une salle des incunables, le plan triangulaire étant imposé par l'occupation des sols. L'essentiel du travail consiste en une structuration des murs intérieurs. Pour des raisons statiques, le mur lui-même doit être aussi léger que possible, mais Michel-Ange fait tout pour qu'il apparaisse comme visuellement « lourd ».
Le cloître du Quattrocento à deux étages reste inchangé à la suite de l'ajout de la bibliothèque. Pour cette raison, certaines caractéristiques du plan de Michel-Ange, telles que la longueur et la largeur, sont déjà déterminées. De nouveaux murs sont construits sur des murs et des cloîtres préexistants : de fait, l'encastrement des colonnes dans les murs est une nécessité structurelle, conduisant à un style et à un motif uniques dont Michel-Ange a profité.
Les travaux débutent en août 1524 et sont menés tambour battant. En décembre 1525, la salle de lecture reçoit sa toiture ; en juin 1526, cinq colonnes du ricetto  (le vestibule) sont déplacées. Alors que fin 1525, le pape exhorte encore à une progression rapide des travaux, à partir de l'été 1526, les moyens financiers doivent être réduits et le rythme de travail ralenti. En avril 1527, malgré les difficultés financières, le vestibule est lui aussi couvert. Les troubles de 1527 conduisent à une interruption des travaux qui ne peuvent reprendre qu'en 1530, une fois les Médicis revenus à Florence. La poursuite des travaux est réglée contractuellement avant le départ de Michel-Ange pour Rome en 1534 ; pour l'escalier, il laisse une maquette en argile. Après 1534, Cosme Ier assure la poursuite des travaux. Ce n'est sans doute que dans les années 1540 que sont achevés le plafond et le sol de la salle de lecture. En 1559, Ammannati construit l'escalier menant du vestibule à la salle de lecture,.
Le nombre de projets conservés est élevé, qui vont d'études de compositions et de détails (profils, bases, chapiteaux) à des dessins techniques à l'échelle 1/1 portant sur les fenêtres de la salle de lecture qui s'appuient sur les murs adjacents de l'espace de l'autel de la Sagrestia Nuova, en passant par des gabarits pour les tailleurs de pierre. Les dessins soignés de quelques encadrements de portes et de fenêtres, avec des effets d'ombre et de lumière traités au lavis, furent envoyés au pape pour approbation. Les échanges de lettres entre Michel-Ange et Giovanni Francesco Fattucci, son homme de confiance à Rome, montrent le pape Médicis comme un véritable partenaire, intéressé et compétent, stimulant, encourageant et inspirateur pour son architecte.
Le pape exige une planification détaillée pour la salle de lecture et son mobilier. Les dessins conservés permettent de savoir que de tout premiers projets prévoient un système mural à deux niveaux dont le concept de base, colonnes adossées et poteaux engagés, sera repris ensuite dans le ricetto.
La bibliothèque ouvre ses portes en 1571, des matériaux de construction encombrant encore le vestibule. Elle intègre des parties exécutées par Michel-Ange tandis que d'autres sont construites beaucoup plus tard avec une interprétation de ses instructions. C'est l'une des plus grandes réalisations de l'artiste florentin dans le domaine architectural, également importante pour les décorations et l'ameublement intérieur, qui nous sont parvenus en bon état (Michel-Ange a également fourni des dessins des stalles en bois pour la lecture des manuscrits). Même ses contemporains se sont rendu compte que les innovations et l'utilisation de l'espace y étaient révolutionnaires.

« L'admirable distribution des fenêtres, la construction du plafond et la belle entrée du vestibule ne sauraient être assez vantées. L'audace et la grâce sont également visibles dans l'œuvre dans son ensemble et dans chaque partie ; dans les corniches, les encorbellements, les niches pour les statues, le grand escalier et sa division fantaisiste, dans tout l'édifice, qui est si différent de la manière commune de traiter, que tout le monde est étonné de sa vue. »

— Giorgio Vasari, Les Vies des meilleurs peintres, sculpteurs et architectes.
La zone du plafond ne fut achevée qu'en 1904.

### Vestibule

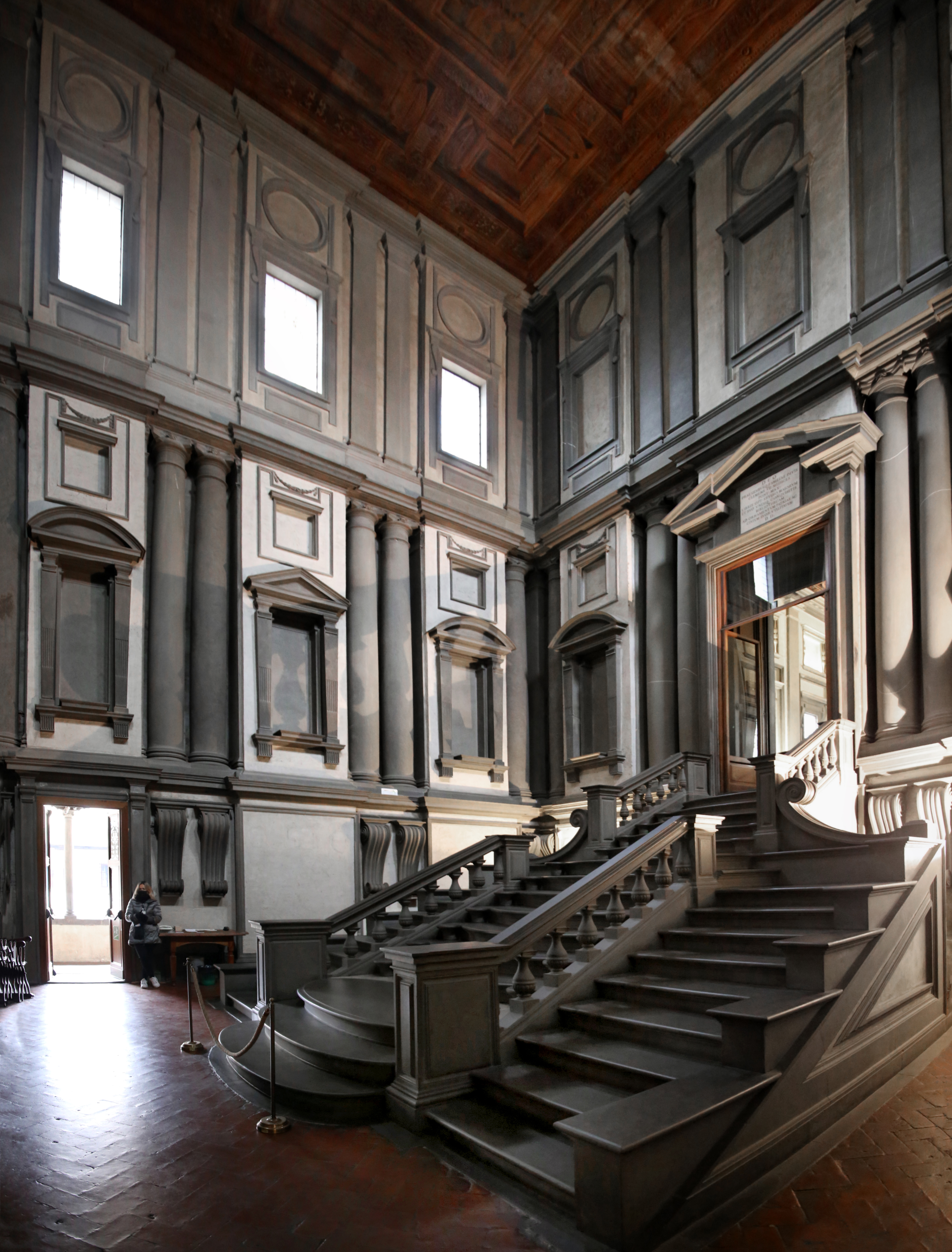
Vestibule.

Le vestibule est un espace carré, presque entièrement occupé par l'escalier monumental, dégagé comme une sculpture, avec une hauteur supérieure à la taille du plancher, une caractéristique qui crée un espace haut et étroit.
Le vestibule a tout d'abord la particularité d'avoir été réalisé sans la présence de Michel-Ange ; en effet, il soutient la République florentine et rencontre l'hostilité des Florentins préférant la domination des Médicis. Clément VII l'autorise donc à quitter Florence pour le rejoindre à Rome en août 1533 à condition qu'il achève le dessin de la partie décorative de l'escalier. Cette pièce est donc construite d'après ses plans mais en son absence.
Le vestibule, également connu sous le nom de ricetto, mesure 10,50 m de long, 10,50 m de large et 14,6 m de haut (34,5 × 34,5 × 48 pieds). Il est construit au-dessus des quartiers monastiques existants, dans la partie est du cloître, avec une entrée au niveau supérieur du cloître.
À l'origine, Michel-Ange prévoyait une hauteur inférieure, uniforme à celle de la salle de lecture, et un éclairage par des lucarnes sur le toit compte tenu de la difficulté d'ouvrir des fenêtres dans le mur, mais Clément VII exige de ne pas faire entrer la lumière par le plafond pensant que cela provoquerait une fuite au niveau du toit. Michel-Ange doit, avec des difficultés techniques considérables, élever les murs pour ouvrir des fenêtres qui garantissent l'entrée de la lumière par le haut, incorporant des fenêtres à claire-voie dans le mur ouest : des fenêtres effilées, encadrées de pietra serena, surmontées de frontons triangulaires ou segmentaires, et séparées par des colonnes jumelées encastrées dans le mur, entourent ainsi l'intérieur du vestibule.
Peut-être en raison de cette refonte, la bande supérieure des murs du vestibule est restée à l'état brut jusqu'à son achèvement entre 1901 et 1903, avec des solutions critiquées par certains historiens. À cette occasion, les travaux de la façade extérieure ont également été achevés. Le système y est inversé avec des fenêtres aveugles à lourds frontons insérés entre des contreforts en bandeau.
Le plafond, pour lequel Ammannati attendait encore des dessins de Michel-Ange en 1559, est resté avec des fermes apparentes. Une toile peinte a été installée, œuvre du bolonais Giacomo Lolli (1857-1931), imitant le décor en bois du plafond de la bibliothèque.
L’usage des éléments architecturaux est quelque peu inhabituel, on remarque en effet les couples de colonnes discrètes qui se logent dans des niches et ne dépassent guère des murs. Ces colonnes ont véritablement vocation à soutenir le toit et viennent accompagner les fins contreforts situés à l’extérieur dans leur rôle. Elles allègent la masse de la maçonnerie permettant une plus grande élévation. Les murs intérieurs sont conçus comme une architecture extérieure avec deux ordres superposés. Les colonnes tracent avec les consoles qui les portent et les pilastres du niveau supérieur, des axes verticaux qui soulignent la forme de la pièce et créent un contraste avec la salle de lecture qui est dominée par des lignes horizontales. Les éléments architecturaux sont utilisés pour leur valeur plastique, comme dans une grande sculpture, dépourvus de leur logique structurelle et fonctionnelle : les colonnes couplées, encastrées dans le mur, ne reposent que sur des étagères, les fenêtres édiculaires ne sont que des niches aveugles, les panneaux en saillie où sont placées les fenêtres ne sont qu'un remplissage entre les éléments de la structure.
Les structures des murs sont réalisées en pietra del fossato, version la plus noble, la plus fine et la plus dure du macigno (roche) local.
Le plâtre blanc fait ressortir le gris des doubles colonnes, des tympans triangulaires et des corniches de pierre, reproposant une combinaison typique de l'architecture florentine depuis Filippo Brunelleschi. L'environnement a peut-être été conçu comme un sombre prélude à la lumière de la salle de lecture et de nombreuses hypothèses ont été dépensées sur son interprétation, ainsi que sur les niches apparemment destinées à accueillir des sculptures, mais restées vides.
Les colonnes engagées ont des précédents classiques que Michel-Ange connaissait sûrement. Elles apparaissent dans le tombeau d'Annia Regilla (IIe siècle) sur la Voie Appienne, dessiné dans le carnet de croquis de Giuliano da Sangallo. En s'appuyant sur ces dessins du dernier quart du XVe siècle et sur l'eau forte de Giovanni Battista Piranesi (XVIIIe siècle), les petites fenêtres présentent les lourds larmiers décoratifs et les encadrements que Michel-Ange utilise plus tard pour les fenêtres de l'attique de la basilique Saint-Pierre à Rome. L'effet produit est celui d'une façade extérieure tournée vers l'intérieur. Logées dans le mur, les douze paires de colonnes sont comme les incarnations des forces qui sont à l'œuvre dans la maçonnerie. La comparaison avec les esclaves attachés du tombeau de Jules II est un poncif incontournable.
Pur espace de circulation, sa fonction principale est le franchissement de la différence de niveau entre l'étroit escalier d'accès et la salle de lecture, mais l'ambiance en est plutôt celle d'un sacrarium qui rappelle la Sagrestia Nuova, surtout en raison de ses murs aveugles organisés de manière symétrique, de la forte hauteur et de la lumière diffusée par en haut.
Un des éléments fondateurs de l'architecture de la Renaissance romaine est perceptible dans le caractère volontairement contradictoire, fortement plastique et dynamique des éléments architecturaux du vestibule,

### Escalier

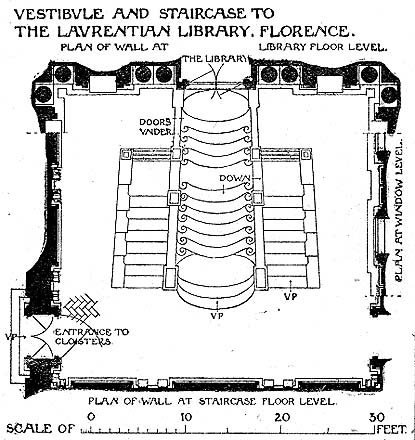
Escalier du vestibule.

L'escalier est le morceau d'architecture le plus étrange du vestibule. il en constitue le centre spatial autant que fonctionnel. Michel-Ange s'y est attardé longuement.
Le problème du dénivelé entre le vestibule et la salle de lecture a nécessité la création d'un escalier, la différence de niveau étant de 6 braccia (3,50 m env.). Le plan des escaliers a radicalement changé dans la phase de conception. À l'origine, dans la première conception de 1524, deux volées d'escaliers, avec une partie à chaque extrémité de la pièce se rejoignant en son centre, étaient placées contre les murs latéraux et formaient un perron central devant la porte de la salle de lecture. Un an plus tard, l'escalier est déplacé au milieu du vestibule. Tribolo a tenté de réaliser ce plan en 1550, mais ne savait comment l'interpréter et Michel-Ange n'était pas disposé à coopérer avec lui. En 1555, Vasari et Ammannati n'ont pas plus de succès. En 1559, Michel-Ange envoie à Ammannati une nouvelle maquette en argile assez sommaire. Celui-ci relève le défi d'interpréter les idées de Michel-Ange au mieux de ses capacités en utilisant ce modèle, du matériel rare et les instructions du maître. Ce dernier avait prévu que du bois de noyer soit utilisé pour sa confection, mais Cosme Ier de Toscane décida finalement qu’il devait être également en pietra serena, comme les colonnes et les consoles du vestibule,.
Michel-Ange semble avoir travaillé dès le début sur plusieurs solutions ; le dessin convexe-concave de la succession de marches est inspiré de l'escalier indépendant conçu par Bramante pour le palais du Belvédère (Vatican). Trois dessins d'Antonio da Sangallo le Vieux conservés à la Galerie des Offices et datant vraisemblablement de la fin des années 1520, présentent un reflet de ces projets.
Finalement, l'idée préconisée par le pape est exécutée soit un escalier unique à trois volées parallèles montant du centre de la pièce. D'après une lettre, les volées latérales dénuées de rampes, étaient conçues pour les domestiques, la volée centrale étant réservée au maître, ce qui jette un éclairage sur le cercle d'utilisateurs visé.
L'escalier mène à la salle de lecture et occupe la moitié de la surface au sol du vestibule. Les bandes de roulement des volées centrales sont convexes et varient en largeur, tandis que les volées extérieures sont droites. Les trois marches les plus basses de la volée centrale sont plus larges et plus hautes que les autres, presque comme des dalles ovales concentriques. Au fur et à mesure que l'escalier descend, il se divise en trois volées,.
Pour la première fois, une anticipation du style baroque qui allait bientôt envahir l'Europe, est reconnaissable. Si les lignes droites des parties latérales sont entièrement Renaissance, les marches centrales monumentales, de forme elliptique comme une fonte de pierre imaginaire, sont une invention originale de Michel-Ange ; cette ligne courbe particulière a également été utilisée dans les tombeaux des Médicis de la Sagrestia Nuova et dans les arches du pont Santa Trinita. L'escalier est composé d'une partie centrale où il domine la courbe et de deux autres entrées latérales à marches carrées. Le spectateur devant l'entrée éprouve le frisson d'assister à une véritable cascade de matière vivante retenue par la présence de deux balustrades rigides.Les marches de la volée centrale semblent se dérober sous les pieds de celui qui l’emprunte ; les deux entrées latérales sont dépourvues de garde-corps et rejoignent la volée centrale par deux volutes. Cette forme maniériste très théâtrale envahit tellement l’espace en déroutant celui qui essaye de la gravir que l’historien de l’art Charles de Tolnay l’a comparée à un flot de lave envahissant la pièce,.

### Salle de lecture

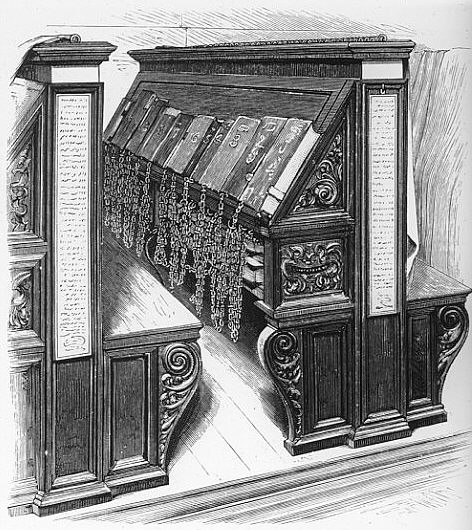
Lutrins à l'intérieur de la salle de lecture (gravure de 1901 de John Willis Clark extraite de son livre The Care of Books).

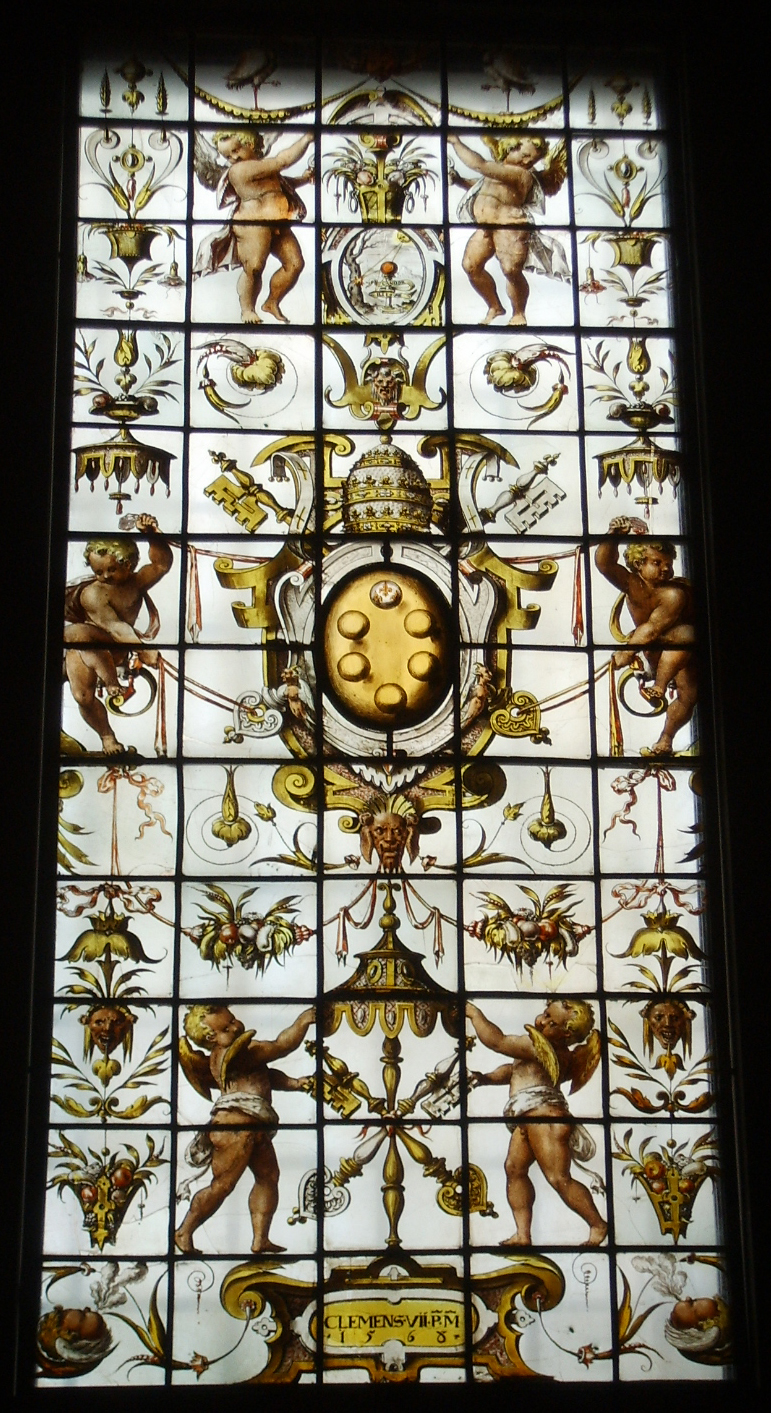
Vitrail de Vasari.

La salle de lecture contraste, par ses proportions larges et étendues, avec le vestibule. L'espace, un long et large couloir avec des bancs en bois, a été presque entièrement conçu par Michel-Ange, y compris le plafond et les bancs eux-mêmes. Inspirée du développement longitudinal et des grandes fenêtres des deux côtés de la bibliothèque de la basilique San Marco de Florence de Michelozzo, la bibliothèque des Médicis n'a cependant pas de division en bas-côtés, également parce que les salles en dessous n'auraient pas eu une résistance statique suffisante pour supporter le poids des colonnes sans rénovations importantes. Au lieu de cela, des contreforts ont été préparés sur les murs extérieurs, correspondant aux minces piliers intérieurs, afin de garantir un soutien suffisant aux murs percés par les nombreuses fenêtres. Les murs apparaissent ainsi marqués par des sections régulières, composées de piliers de pierre à chapiteaux d'ordre dorique et de fenêtres à étagères sous l'architrave, sur lesquelles sont disposés des carreaux de pierre adoucis par des balustrades sur les côtés. Le module se répète en se déplaçant géométriquement tout le long du mur et l'effet est accentué par le dessin régulier du plafond à caissons et du sol en terre cuite et marbre.
L'agencement de la salle de lecture est dicté par la structure extérieure ; installée en effet dans un lieu préexistant, il a fallu faire face à un certain nombre de contraintes. Tout d’abord elle est surélevée, car les logements monastiques se situent juste en dessous et ont dû être coiffés de voûtes pour éviter d’endommager la précieuse collection de livres en cas d’incendie. De plus, pour ne pas avoir à épaissir les murs de la bibliothèque, ce qui aurait fait perdre de l’espace, Michel-Ange place de petits contreforts  à l’extérieur et affine le plus possible les murs ; ces contreforts ne peuvent pas être épais sous peine de déborder sur le cloître voisin. Les fenêtres sont donc disposées dans les espaces laissés libres par ceux-ci et placées le plus bas possible pour optimiser l’entrée de lumière. Elles sont encadrées de pilastres, formant un système de baies qui articulent la disposition du plafond et du sol.
À l’intérieur, un style conforme à celui de Filippo Brunelleschi est adopté pour rester cohérent avec le reste de l’édifice : des pilastres sont placés au niveau des contreforts et le relief de tout l’ornement est réduit le plus possible pour alléger la structure. La salle de lecture mesure 46,20 m. de long, 10,50 m. de large et 8,4 m. de haut. Deux blocs de sièges sont séparés par une allée centrale avec le dos de chacun servant de lutrins pour les bancs derrière eux.
Michel-Ange reprend le système qu'il a utilisé pour le vestibule : les grands pupitres des travées avancent à l'intérieur, là où les piliers et les contreforts renforcent le mur entre les panneaux des fenêtres. Des éléments insolites apparaissent aussi sur les portes : nombreux encadrements et frontons imbriqués, d'où un système de plans complexes et difficiles à démêler. À propos de cette salle, Vasari souligne l'inventivité de Michel-Ange et insiste sur le fait qu'il n'imite jamais l'Antiquité mais crée de nouvelles formes à l'égal de celle-ci.
Les lutrins sont installés près des fenêtres pour bénéficier de leur lumière et faciliter la lecture ou la copie. Les livres étaient rangés sous les lutrins. Sur les comptoirs, les codex étaient stockés horizontalement dans les étagères inférieures et étaient librement disponibles, bien que fixés au lutin au moyen de chaînes solides pour prévenir les vols. Les manuscrits étaient répartis selon le sujet (patristique, astronomie, rhétorique, philosophie, histoire, grammaire, poésie, géographie), quelques tables en bois sont placées sur le côté de chaque pluteus, la liste des livres contenus étant indiquée à côté de chacun de ces supports de lecture par un petit panneau vertical. Cette disposition a été conservée jusqu'au début du XXe siècle, date à laquelle les livres ont été transférés dans les dépôts actuels.
Les vitraux ont été réalisés par des ouvriers flamands d'après un dessin de Giorgio Vasari et ont pour thème l'héraldique des Médicis entourée de grotesques, d'armes et d'emblèmes.
Le plafond, en bois de tilleul, a été sculpté par Giovanni Battista del Tasso peu avant 1550, sur la base des dessins de Michel-Ange. Les panneaux montrent, entre des paires de dauphins, des ovales avec des festons et des crânes de bouquetins, les insignes de Cosme Ier de Toscane.
Sous le parquet actuel de la salle de lecture se trouve une série de 15 panneaux de sol rectangulaires en terre cuite rouge et blanche. Ces panneaux, lorsqu'ils sont vus en séquence, démontrent les principes de base de la géométrie. On pense qu'ils ont été disposées de manière à être visibles sous les meubles d'origine, mais ce mobilier a ensuite été modifié pour augmenter le nombre de pupitres de lecture dans la pièce,. Le sol a été réalisé par Santi Buglioni à partir de 1548 sur un projet de Tribolo qui reprend la cloison du plafond. Tribolo, de retour de Rome où il avait rencontré Michel-Ange pour obtenir des directions et des instructions pour le chantier, rapporte une technique de construction encore en partie à préciser. On a émis l'hypothèse que les lacunes comblées dans une terre particulière convenablement traitée, ont été obtenues sur une base d'argile qui blanchit à la cuisson, se différenciant ainsi de la base en terre cuite rouge. Les joints ont été remplis d'un mélange de brai rouge.

### Salle des livres rares
Une salle des livres rares était prévue par Michel-Ange mais elle n’a pas été construite. Les livres les plus rares de la collection auraient dû y être entreposés dans une salle de forme triangulaire située au bout de la salle de lecture. Il est assez difficile de savoir à quoi aurait dû ressembler cette salle car il ne subsiste aucune élévation.

### Tribune Elci

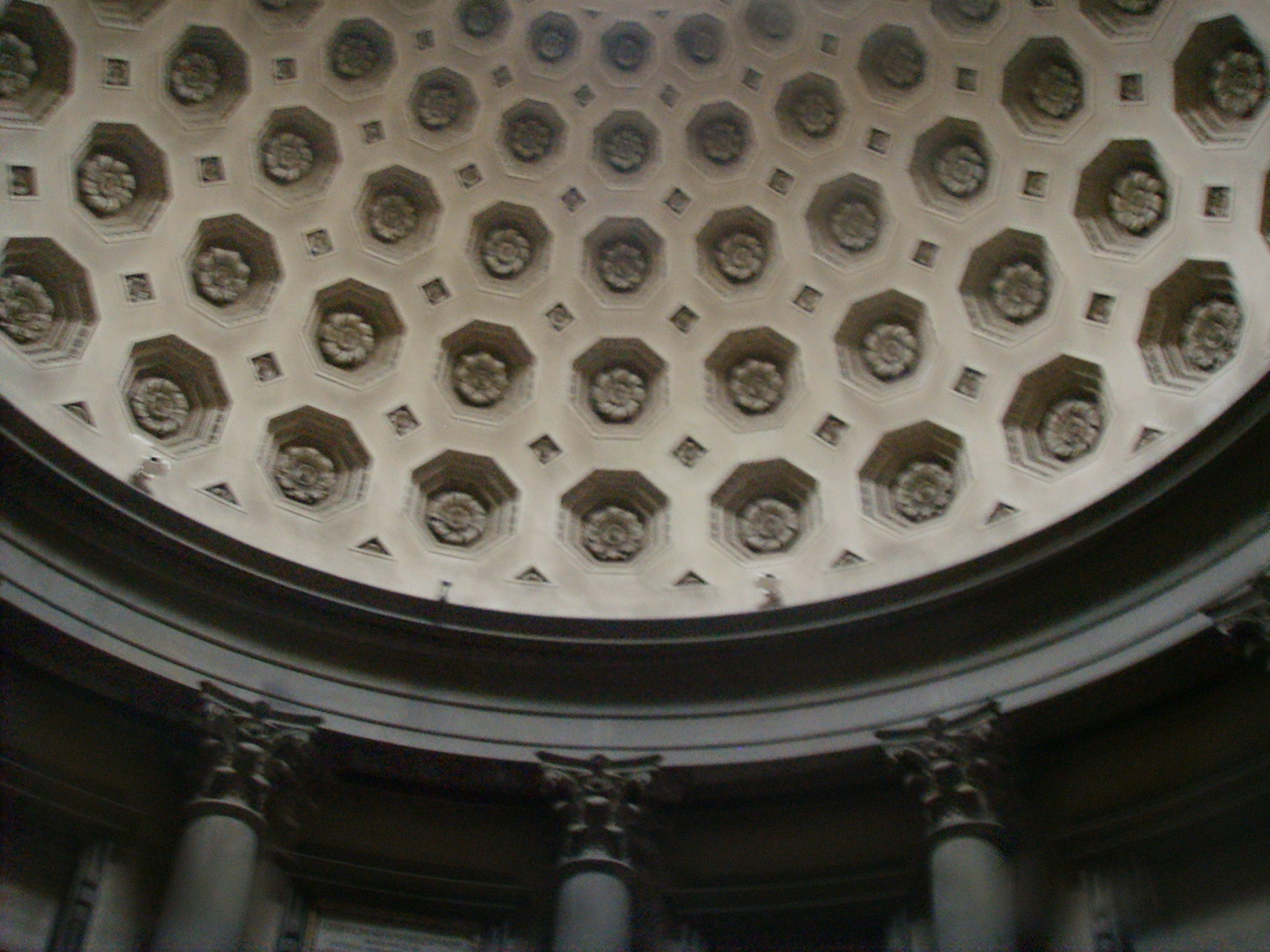
La coupole néoclassique de la tribune Elci.

L'ajout le plus important au complexe est, au XIXe siècle, la Tribuna Elci, une rotonde néoclassique avec un petit dôme, construite pour abriter la collection du bibliophile et patricien florentin Angelo Maria d'Elci, sur la base d'un projet de l'architecte Pasquale Poccianti. Poccianti lui-même est l'auteur de quelques projets d'agrandissement de la salle de lecture de Michel-Ange, dont une salle parallèle à la première de l'autre côté du cloître, projets qui n'ont cependant pas été réalisés.
L'ajout du nouvel environnement a causé quelques modifications sur le mur droit de la bibliothèque, avec deux fenêtres murées et deux aveugles, tandis qu'une cinquième est devenue la porte d'entrée. Cela a entraîné une forte diminution de la luminosité de l'environnement par rapport au projet d'origine. Le dôme était initialement prévu dans une couleur verte éblouissante, mais plus tard il a été préféré, pour donner une empreinte plus brunelleschienne , un contraste gris/blanc. Inauguré en 1841, il a servi de salle de lecture jusqu'aux années 1970. Aujourd'hui il n'est utilisé que pour des occasions spéciales.

### Analyse

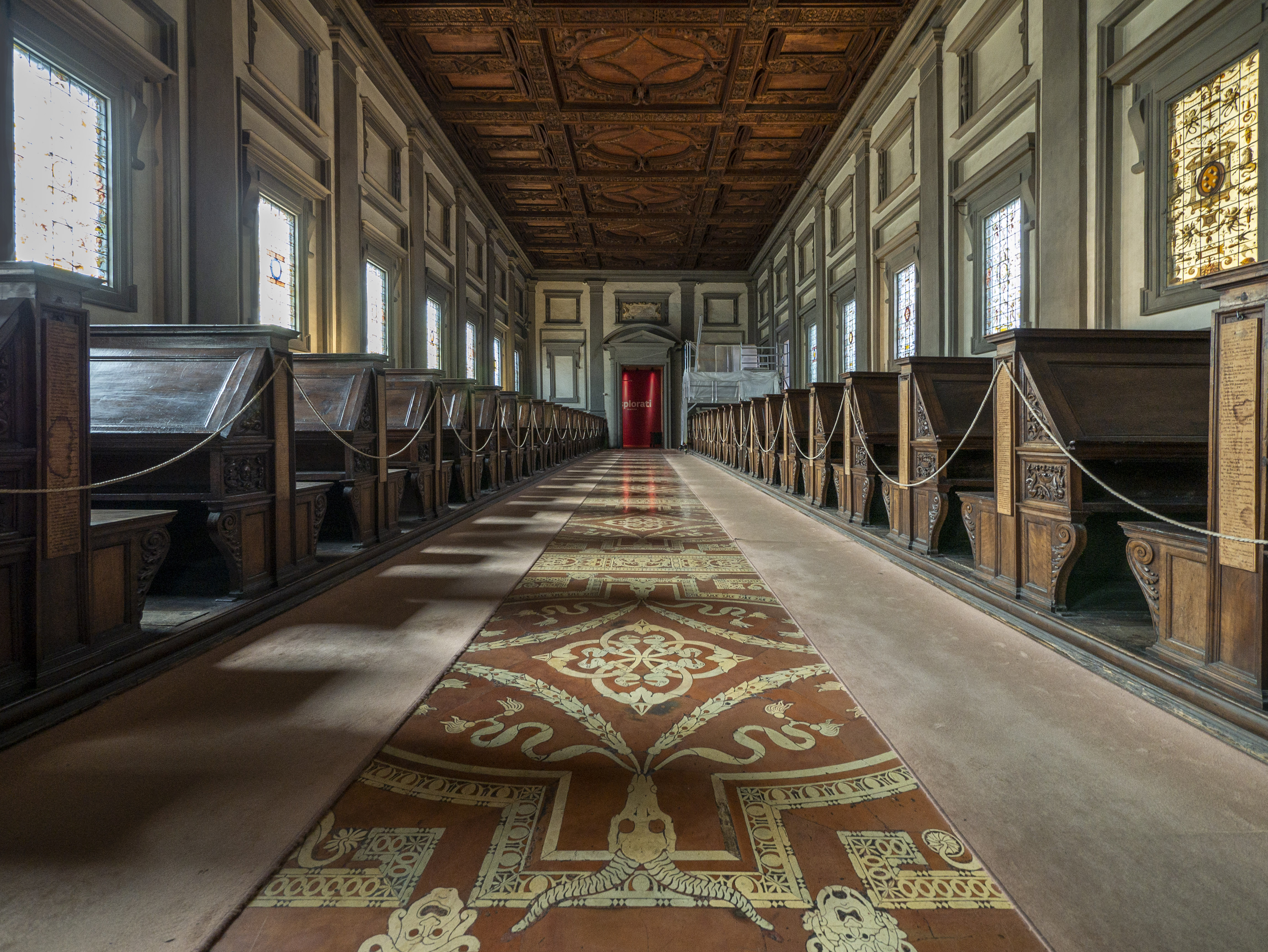
La salle de lecture vue du haut des escaliers.

Les critiques ont noté que les colonnes en retrait dans le vestibule font ressembler les murs à une peau tendue tendue entre des supports verticaux. Cela fait apparaître la pièce comme une imitation du corps humain, qui à l'époque de la Renaissance italienne était considéré comme la forme idéale. Les colonnes du bâtiment paraissent également s'appuyer sur des encorbellements de sorte que le poids semble être porté sur des éléments faibles. En raison de l'instabilité apparente de la structure, le spectateur ne peut pas discerner si le toit est soutenu par les colonnes ou les murs. Ce sentiment d'ambiguïté est renforcé par les formes peu orthodoxes des fenêtres et surtout, par la qualité compressée de tous les éléments architecturaux, ce qui crée un sentiment de tension et d'énergie contrainte.
Le rapport entre les consoles, les colonnes et les pilastres du vestibule est interrompu, fragmenté ; au-dessus de ces éléments, la corniche est en retrait, pas en saillie, tandis que les panneaux entre les doubles colonnes sont en ressaut. L'élément porteur est le mur. Ainsi, la  tectonique « naturelle » (pour Bramante et ses successeurs) des ordres architecturaux est présentée pour ce qu'elle est : une pure forme artistique. L'utilisation des ordres classiques dans l'espace est particulièrement importante. Les colonnes en retrait semblent être d'ordre dorique austère et sans décoration, généralement considérées comme ayant un caractère plus masculin. L'ordre dorique serait placé à la base d'une hiérarchie d'ordres telle que celle trouvée dans les bâtiments romains comme le Colisée, l'ordre ionique, l'ordre composite, et l'ordre corinthien étant respectivement plus léger, plus décoratif et féminin. Cependant, un examen plus approfondi établit que l'ordre composite est utilisé, mais avec les feuilles d'acanthe décoratives caractéristiques et les volutes diagonales des chapiteaux dépouillés, laissant le haut de la colonne dénudé. Tout au plus, les colonnes pourraient être interprétées comme « la présentation d'un principe abstrait sur la genèse d'un ordre » ((Krieg). Sur le plan architectural, il s'agit d'un acte de violence sans précédent dans le maniérisme, et d'une sophistication qui n'aurait pas échappé aux observateurs contemporains. Il en est de même pour la forme des encadrements et des tabernacles avec leurs colonnes hermétiques. Aucun élément ne résulte « organiquement » de l'autre, chaque invention affirme une place entière et entend être considérée pour elle-même.
À propos de la porte d'accès à la salle de lecture, avec son inscription, le pape déclara (selon Fattucci) qu'il n'avait rien vu de plus beau dans l'Antiquité ni dans l'art des Temps modernes.
La sculpture dynamique de l'escalier semble jaillir comme de la lave du niveau supérieur et réduit l'espace au sol du vestibule d'une manière très inhabituelle. Dans la volée centrale, les marches convexes varient en largeur, ce qui rend l'ensemble de l'agencement inquiétant. En contraste frappant avec le vestibule et l'escalier, les fenêtres régulièrement espacées de la salle de lecture, situées entre les pilastres des murs latéraux, laissent entrer une abondante lumière naturelle et créent une apparence sereine, calme et reposante.
La bibliothèque Laurentienne doit être comptée au nombre des œuvres inachevées de Michel-Ange. Il s'agit cependant de la plus aboutie de ses architectures florentines, dans laquelle il peut au moins formuler intégralement certaines idées et montrer ce qu'est pour lui l'architecture. Le fait que la bibliothèque soit un univers purement intérieur semble symptomatique du rapport encore mal assuré de la famille des commanditaires à l'égard de sa représentation publique.
La salle de lecture est un espace clair, lisible, traité dans les moindres détails, représentatif d'une nouvelle approche du fonds de connaissances accumulé dans la bibliothèque, humaniste et laïque plutôt que placée sous le signe de l'autorité scolastique (Giulio Carlo Argan/Bruno Contardi, 1990). Mais le prix de la liberté est l'intériorisation de l'autorité : la réglementation est désormais produite par le seul architecte, qui au nom du maître des lieux, assigne à l'utilisateur sa place aux pupitres. « Être assis à ces pupitres revient à devenir une partie intégrante de l'ouvrage. » (Wallace)
Mark Rothko a déclaré que le vestibule et les murs de l'escalier de la bibliothèque ont influencé ses peintures murales Seagram murals de 1959.

## Collections de livres
Bien que peu vaste, le patrimoine de livres est particulièrement important en raison de choix conscients qui ont créé un corpus raisonné, dans lequel de nombreuses pièces se distinguent par leur ancienneté, leur valeur philologique et leur beauté.

### Historique

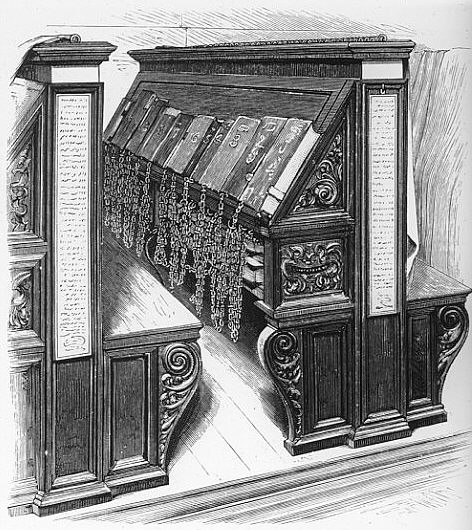
Estampe ancienne avec les lutrins pour manuscrits enluminés.

En 1571, Cosme Ier, grand-duc de Toscane, ouvre aux savants la bibliothèque encore incomplète. Le noyau de la collection de livres provient des collections privées des Médicis (Cosme de Médicis dit l'Ancien possédait 63 livres en 1417 et 150 à sa mort en 1464), pour lesquelles de nombreux manuscrits ont été copiés, souvent de la main d'humanistes tels que Jean Pic de la Mirandole, Coluccio Salutati, Poggio Bracciolini, Marsile Ficin et Niccolò Niccoli. Beaucoup sont somptueusement illuminés et reliés. Les ouvrages qui constituent la bibliothèque que les Médicis, ont été rassemblés au XVe siècle, rachetés par Jean de Médicis (le pape pape Léon X) en 1508 et déplacés à Florence dans les années 1520 par Jules de Médicis (le pape Clément VII). À la bibliothèque des Médicis, s'ajoutent les collections de Francesco Sassetti et François Philelphe et des manuscrits acquis par Léon X et par la bibliothèque du couvent dominicain de la basilique San Marco de Florence. La collection de base se compose d'environ 3 000 manuscrits, indexés par Giovanni Rondinelli et Baccio Valori en 1589, qui ont été placés sur des « étagères » (plutei) lors de l'ouverture de la bibliothèque en 1571. Ces manuscrits portent la signature Pluteus ou Pluteo (Plut.).
Au XVIIIe siècle, le fonds est enrichi par le transfert par l'empereur François Ier du Saint-Empire (qui échange en 1737 son titre de duc de Lorraine contre celui de grand-duc de Toscane) de la bibliothèque des ducs de Lorraine qui se trouvait à Lunéville : c'est le fondo Mediceo Palatino Lorenese. Des ajouts notables à la collection sont faits par son bibliothécaire le plus célèbre, Angelo Maria Bandini, qui est nommé en 1757 et supervise ses catalogues imprimés. À cette époque est dressé un précieux catalogue imprimé (le dit plutei, du nom des étagères de la salle de Michel-Ange qui servaient encore à l'époque à conserver les livres) encore indispensable aux savants pour retrouver les volumes dans les dépôts. Entre 1755 et 1789, s'y ajoutent (par acquisition ou transfert) plusieurs bibliothèques privées (de grandes familles florentines) et ecclésiastiques (comme la Biblioteca del Duomo, transférée en 1778 et formant la section des Edili, mot désignant les responsables de l'Opera del Duomo). En 1771 arrivent les collections de la Bibliothèque Palatine du Palais Pitti, même si l'archiduc Léopold II (empereur du Saint-Empire) transfère la plupart des livres imprimés, qui faisaient partie intégrante de la bibliothèque laurentienne, à la Bibliothèque Magliabechiana (maintenant la Bibliothèque nationale centrale de Florence). En 1783, 181 manuscrits plus anciens sont apportés.
En 1809, après la suppression momentanée des ordres religieux, s'ajoute notamment la bibliothèque du couvent San Marco. En 1818, le bibliophile florentin Angelo Maria d'Elci fait don de sa précieuse collection d'éditions originales de classiques latins et grecs spécialement reliés ; à la fin du XIXe siècle, le gouvernement italien achète le « fonds Ashburnham », une collection de 2 000 manuscrits ayant appartenu au mathématicien et bibliophile Guglielmo Libri (1809-1869), qui la vendit en 1847 à un Anglais, le 4e comte d'Ashburnham (1797-1878), qui enrichit le patrimoine de la bibliothèque de codex précieux, dont beaucoup d'origine italienne, comme le traité d'architecture civile et militaire de Francesco di Giorgio Martini, le code des rimes de Pétrarque décoré des armes de Galéas Marie Sforza et même d'un petit et admirable livre d'heures, appartenant probablement à la famille de Laurent de Médicis.
La collection d'environ 2 500 papyrus, une présence inhabituelle pour une bibliothèque italienne, est le résultat des campagnes de fouilles italiennes en terre d'Égypte, dont les trouvailles, hors les papyrus, sont exposées au Musée égyptien, une section du Musée archéologique national (Florence).
La bibliothèque est toujours ouverte aux savants, qui peuvent se procurer pour consultation, dans la salle spéciale (qui a remplacé la Tribune Elci dans les années 1970), tous les volumes de la collection, ou, dans le cas de volumes trop délicats pour être manipulés, les microfilms.
La Bibliothèque Laurentienne abrite environ 11 000 manuscrits, 2 500 papyrus, 43 ostraca, 566 incunables, 1 681 estampes du XVIe siècle et 126 527 estampes des XVIIe au XXe siècles, des périodiques de 592 titres.

### Principaux fonds

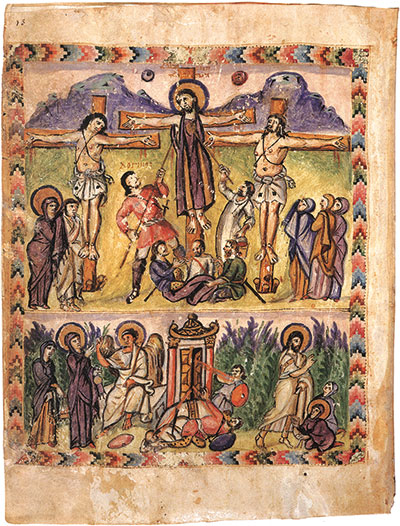
Evangile syriaque de Rabbula.

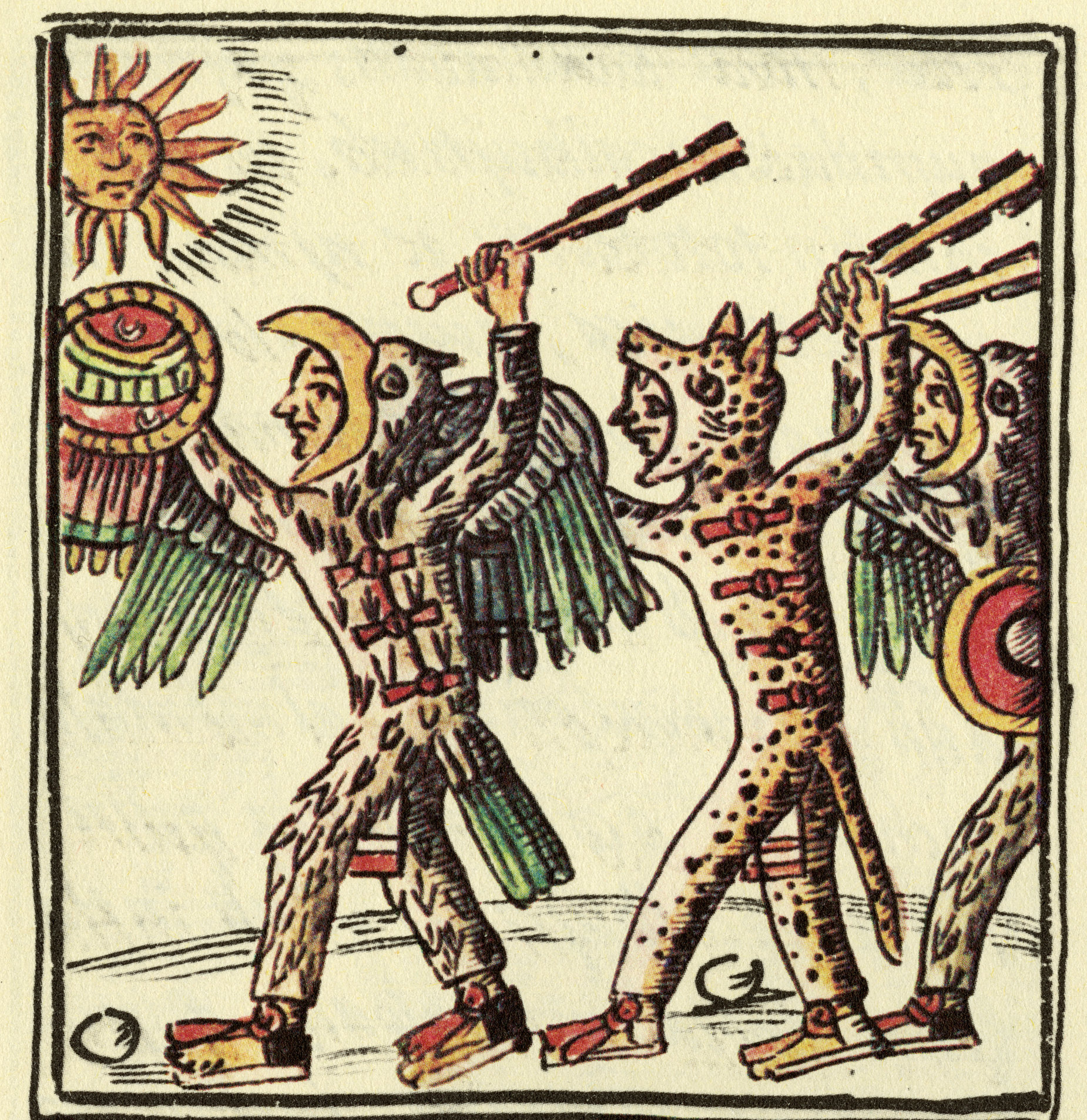
Guerriers aztèques (Codex de Florence).

- Fondo Mediceo (plutei) ou Fonds Médicis : environ 3 000 manuscrits inventoriés en 1589 ; parmi eux, au moins 63 ont été identifiés comme appartenant à Cosme de Médicis ; à sa mort, ses fils et petits-fils (dont Laurent le Magnifique) étoffent constamment les collections, avec un effort particulier pour combler les lacunes et rendre exhaustif l'éventail des sujets traités. Le fils de Laurent, Jean, qui monte sur le trône papal sous le nom de Léon X, récupère la bibliothèque familiale confisquée au moment de l'expulsion et la rapporte à Rome dans le palais familial (aujourd'hui palais Madame (Rome)). Sous le pontificat de son cousin Clément VII (1523 -1534), la collection revient à Florence et la construction de la Bibliothèque est commencée. Entre-temps, les bibliothèques humanistes de Francesco Sassetti et François Philelphe, les manuscrits dédiés à Léon X et ceux achetés par lui à Rome, ainsi que quelques manuscrits achetés à la bibliothèque du couvent dominicain de San Marco, sont ajoutés au noyau originel.
- Palatine Mediceo : Anne-Marie-Louise de Médicis, la dernière descendante de la famille, également appelée Elettrice Palatina, transfère les grandes collections artistiques à la nouvelle dynastie régnante des Habsbourg-Lorraine tant qu'elles sont conservées dans la capitale avec une fonction qui aujourd'hui, nous définirions publique. La Laurenziana reçut ainsi le patrimoine de la bibliothèque palatine du palais Pitti, qui comprenait de nombreux volumes résultant des acquisitions de cette période, comme la bibliothèque du château de Lunéville, par le premier grand-duc Lorrain, François Ier (empereur du Saint-Empire) ; dans la même collection se trouvent les manuscrits de la Bibliothèque nationale centrale de Florence, de la nouvelle division gérée par le Léopold II (empereur du Saint-Empire) (qui a plutôt envoyé les éditions imprimées de la Laurenziana à l'autre bibliothèque).
- Collections privées et ecclésiastiques : résultat de la suppression des ordres canoniques effectuée à la fin du XVIIIe siècle (bibliothèque de la basilique Santa Croce de Florence, 1767 ; manuscrits de la bibliothèque du Palazzo del Capitolo dei Canonici de la cathédrale Santa Maria del Fiore, dit Edili, 1778 ; 6 manuscrits des Chanoines réguliers du Latran de Fiesole, 1778 ; d'autres codex provenaient d'autres abbayes du territoire toscan et de la bibliothèque qui se trouvait autrefois dans la Villa Medicea di Cafaggiolo, avec les documents du Concile de Bâle-Ferrare-Florence-Rome de 1439 et le célèbre Digeste de Justinien Ier). De la vente des familles en déclin économique naquirent la bibliothèque de la famille Gaddi, riche de plus d'un millier de manuscrits (1775), et la bibliothèque du sénateur Carlo Strozzi (1785).
- Oriental : nombreux manuscrits en hébreu, persan, arabe, turc, syriaque et copte, contenant des grammaires, des lexiques, des textes scripturaires, ainsi que des ouvrages à caractère scientifique et philosophique, tous rassemblés par le cardinal Ferdinand Ier de Médicis à la suite d'un projet de soutien à la prédication du catholicisme chez les musulmans et la réfutation des croyances chrétiennes de rite oriental (arrivé à Florence en 1684).
- Couvents supprimés : résultat des suppressions napoléoniennes de 1808, 631 manuscrits en grec ancien, latins, orientaux, enluminés et membraneux provenant, entre autres, des bibliothèques de la Badia Fiorentina, de la basilique Santa Maria Novella, du couvent Sainte-Marie-des-Anges (Florence), de l'abbaye Santa Maria a Pie' di Chienti, de la basilique Santo Spirito, de l'Église Santa Maria del Carmine (Florence), de l'église Ognissanti (Florence) et Vallombrosa.
- San Marco : un fonds spécial a été créé pour la grande quantité de manuscrits arrivés du couvent de San Marco. Beaucoup remontent à l'époque de Cosme l'Ancien, provenant en grande partie des collections des humanistes Niccolò Niccoli, Poggio Bracciolini, Lorenzo et Vespasiano da Bisticci et Giorgio Antonio Vespucci, et ont été acquis en plusieurs fois, de 1571 à 1883.
- Alfieri : 39 manuscrits, en partie autographes de Vittorio Alfieri, et autres ouvrages imprimés avec papiers et documents, reçus en 1824 du legs des héritiers de la collection, une famille noble de Montpellier en France.
- Elci D : 1 213 exemplaires des éditions des auteurs classiques grecs et latins, ainsi que des dites éditions Aldine, sont arrivés en 1841 (malgré le legs en 1818 d'Angelo Maria d'Elci) après avoir été à Vienne (Autriche) ; la salle qui porte son nom a été construite pour ce fonds.
- Ashburnham : environ 2 000 manuscrits appartenant à Lord Bertram, quatrième comte d'Ashburnham, et achetés par le gouvernement italien pour la Laurenziana en 1884 ; il s'agit d'une collection très précieuse de manuscrits médiévaux et de la Renaissance, souvent d'origine italienne, parmi lesquels se trouvent de nombreux exemplaires volés illégalement dans des bibliothèques italiennes et étrangères par Guglielmo Libri Carucci dalla Sommaja.
- Alfieri di Sostegno : collection des éditions elzéviriennes (1 278 exemplaires) rassemblée par le marquis Cesare Alfieri di Sostegno (parent collatéral de Vittorio Alfieri) et léguée en 1920 par ses descendants ; ils sont précieusement reliés et portent chacun les armoiries et la devise du marquis.

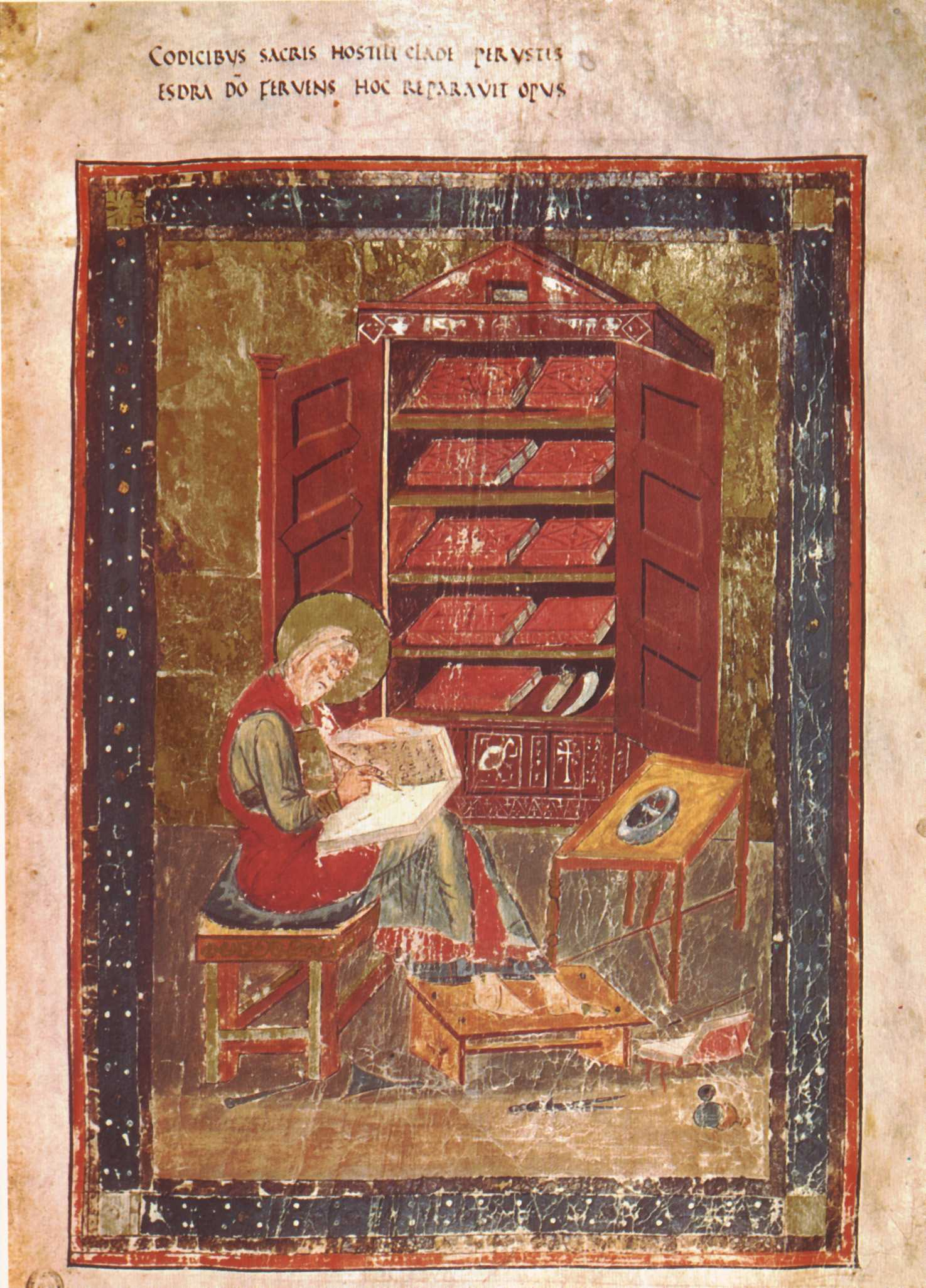
Codex Amiatinus.

### Livres remarquables
- Le Virgile Laurenziano, copie des Bucoliques de Turcio Rufio Aproniano Asterio, qui prétend avoir corrigé et ponctué le texte de Virgile (puisque les textes écrits sur papyrus étaient sans ponctuation), le comparant à un autre exemple, alors qu'il était consul en 494.
- La Littera Florentina (VIe siècle) est la plus ancienne copie complète des Digeste de Justinien Ier, compilée peu après leur promulgation ; c'est à Amalfi (Italie) qu'elle est conquise par Pise ; après la conquête de la république maritime pisane par les Florentins, elle arrive au Palazzo Vecchio, où elle est l'objet d'une dévotion civile particulière, avec une procession annuelle également décrite dans le Gargantua et Pantagruel par François Rabelais.
- Le  Codex Amiatinus (VIIe – VIIIe siècle), le plus ancien manuscrit complet de la Bible avec le texte de la Vulgate de saint Jérôme de Stridon et de rares exemples de miniatures italo-saxonnes.
- Les Dialogues platoniciens en papier bona, (XVe siècle) copie des œuvres de Platon offerte par Laurent le Magnifique à Marsilio Ficin pour sa traduction.
- Le Codex Squarcialupi, propriété (et peut-être édité) d'Antonio Squarcialupi, seule source de musique profane entre les XIVe et XVe siècles.
- Contes de François Guichardin avec commentaires de l'auteur.
- Autographe de la Vie écrite par lui-même par Benvenuto Cellini.
- Le Codex de Florence, texte bilingue espagnol et nahuatl de l'Historia universal de las cosas de Nueva España, écrit par Fra Bernardino de Sahagún, richement illustré et d'une importance fondamentale pour la connaissance de la culture Aztèque (décennie 1570)[4].
- Autographes, entre autres, de Pétrarque et de Boccace.

## Lieu de tournage
En 2015, une équipe de l'émission Secrets d'histoire a tourné plusieurs séquences dans la bibliothèque dans le cadre d'un numéro consacré à Laurent de Médicis, intitulé À Florence, Laurent le Magnifique et diffusé le 29 mars 2016 sur France 2.

## Actualités
Des expositions temporaires y ont lieu :
- en 2012 : Magnifici tre, consacrée aux trois livres-joyaux (des livres d'heures) commandés par Laurent le magnifique pour ses filles.

#### Manuscrits
- Onciale 0171
- Onciale 0172
- Onciale 0173
- Onciale 0174
- Onciale 0175
- Onciale 0176

#### Cartes géographiques
- Portulan médicéen
- Planisphère de Salviati